# Рассыльный (пароход, 1860)
«Рассыльный» — пароход Балтийского флота России.

## Описание парохода
Винтовой пароход с железным корпусом водоизмещением 22 тонны. Длина парохода составляла 27 метров, ширина — 3,96 метра. На пароходе была установлена паровая машина мощностью 22 номинальных л. с. Вооружение парохода по состоянию на 1880 год состояло из одной 8-фунтовой и одной 3-фунтовой пушек.

## История службы
Пароход был куплен для нужд Балтийского флота России в 1860 году.
При проведении парусных гонок в 1864 году использовался в качестве маячного парохода.
С 1 (13) февраля 1892 года был переквалифицирован в портовое судно.
Пароход «Рассыльный» был исключен из списков судов флота 19 (31) марта 1894 года.

## Командиры парохода
С 1884 по 1886 год командиром парохода «Рассыльный» служил П. И. Пташинский.